# Cúp quốc gia Andorra 2015
Cúp quốc gia Andorra 2015 là mùa giải thứ 23 của giải đấu bóng đá loại trực tiếp của Andorra.. Giải đấu khởi tranh từ ngày 21 tháng 2 năm 2015 với các trận đấu ở vòng loại thứ nhất và kết thúc vào ngày 10 tháng 5 năm 2015 với trận Chung kết. UE Sant Julià, đương kim vô địch, đã bảo vệ thành công danh hiệu, và giành quyền tham gia vòng loại thứ nhất của UEFA Europa League 2015–16.
Tổng cộng có 16 đội tham gia vào giải đấu.

## Kết quả

### Vòng Một
Có 16 đội tham gia vòng này, gồm 8 đội từ Primera Divisió 2014–15 và 8 đội từ Segona Divisió 2014–15. Các trận đấu diễn ra vào ngày 21, 22 tháng Hai và 1 tháng 3 năm 2015.
| Đội 1             | Tỉ số | Đội 2           |
| ----------------- | ----- | --------------- |
| Penya Encarnada   | 0–3   | UE Santa Coloma |
| Inter d'Escaldes  | 8–0   | Encamp B        |
| Unió Extremenya   | 0–5   | Sant Julià      |
| Engordany         | 2–2   | Encamp          |
| Lusitans B        | 0–9   | FC Santa Coloma |
| UE Santa Coloma B | 2–4   | Ordino B        |
| Rànger's          | 0–10  | Lusitans        |
| Ordino            | 11–0  | La Massana      |

#### Đá lại
Trận đá lại diễn ra vào ngày 5 tháng 3 năm 2015.
| Đội 1     | Tỉ số | Đội 2  |
| --------- | ----- | ------ |
| Engordany | 0–1   | Encamp |

### Tứ kết
Các trận đấu diễn ra vào ngày 1, 3, 4 và 8 tháng 3 năm 2015.
| Đội 1           | Tỉ số | Đội 2            |
| --------------- | ----- | ---------------- |
| FC Santa Coloma | 14–0  | Ordino B         |
| UE Santa Coloma | 3–1   | Inter d'Escaldes |
| Lusitans        | 0–2   | Ordino           |
| Sant Julià      | 4–0   | Encamp           |

### Bán kết
Các trận đấu diễn ra vào ngày 8 và 11 tháng 3 năm 2015.
| Đội 1           | Tỉ số | Đội 2      |
| --------------- | ----- | ---------- |
| FC Santa Coloma | 4–3   | Ordino     |
| UE Santa Coloma | 1–3   | Sant Julià |

### Chung kết
| FC Santa Coloma                               | 1–1 (s.h.p.) | Sant Julià                              |
| --------------------------------------------- | ------------ | --------------------------------------- |
| Riera 100'                                    |              | Guida 104'                              |
| Loạt sút luân lưu                             |              |                                         |
| Ramos · Toscano · Juvenal · Martínez · Casals | 4–5          | Blanco · Ruiz · Gándara · Varela · Coca |